# 隅田公園

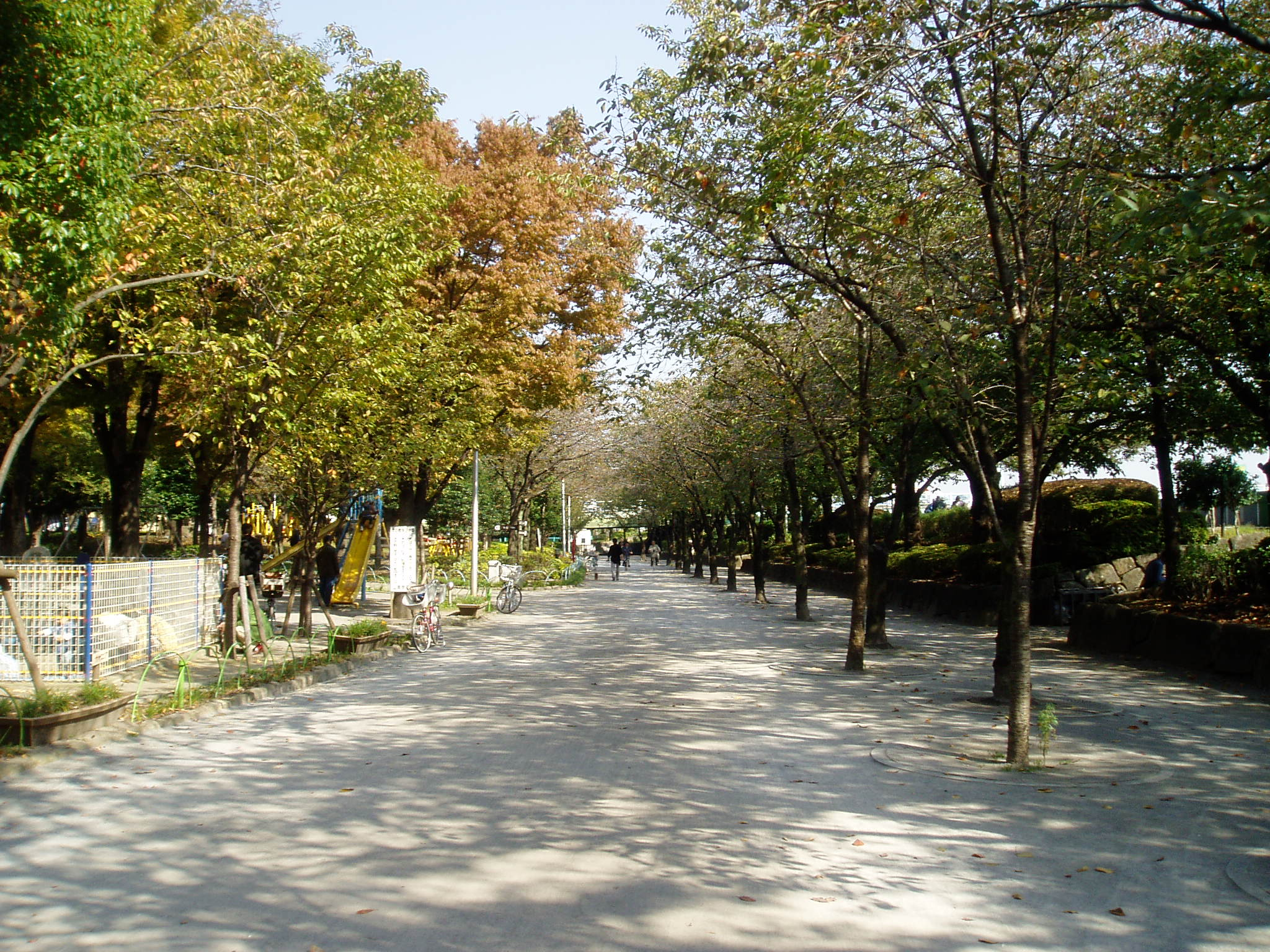
台東區側（2005年11月）

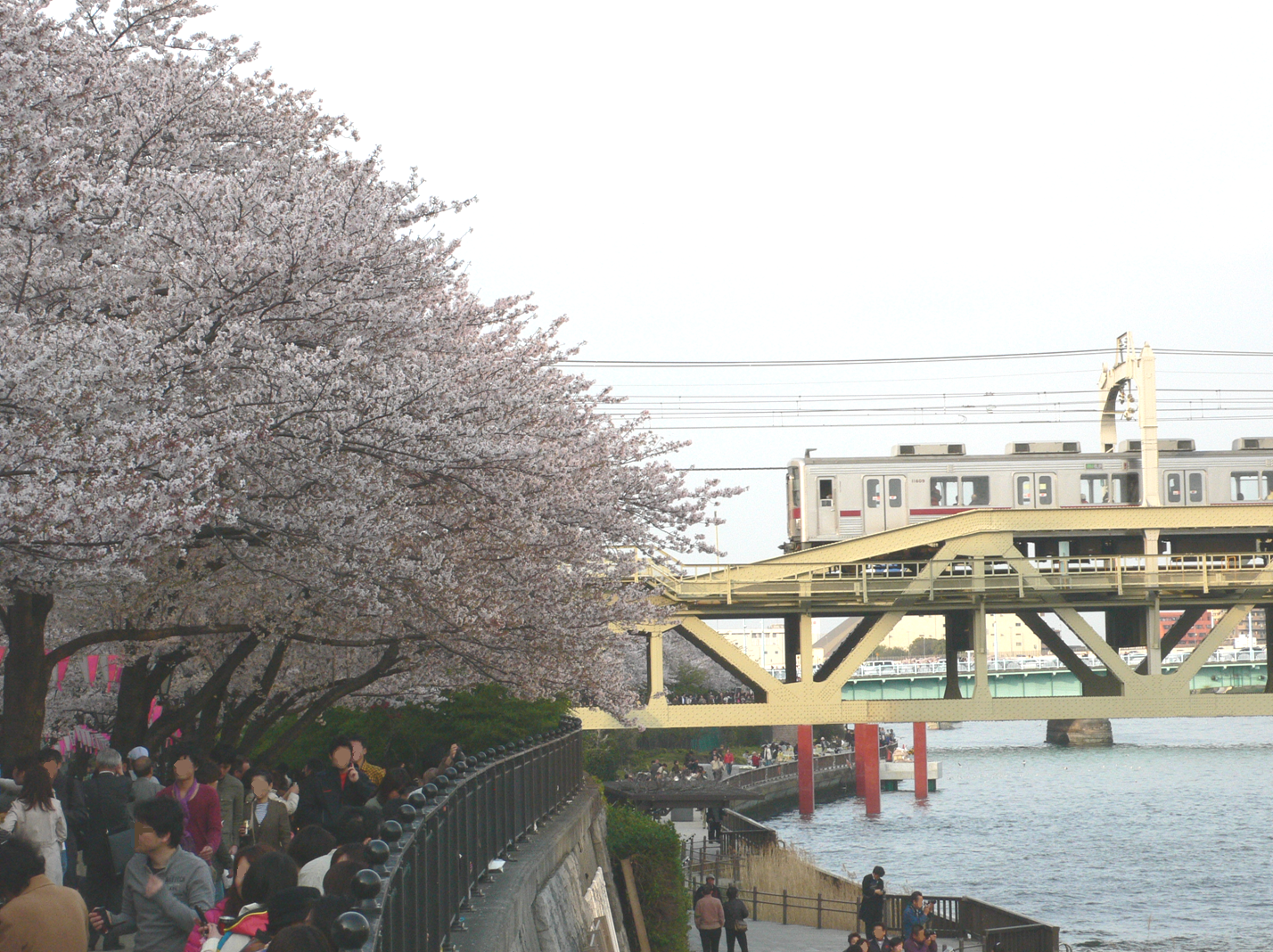
台東區側（2011年4月）

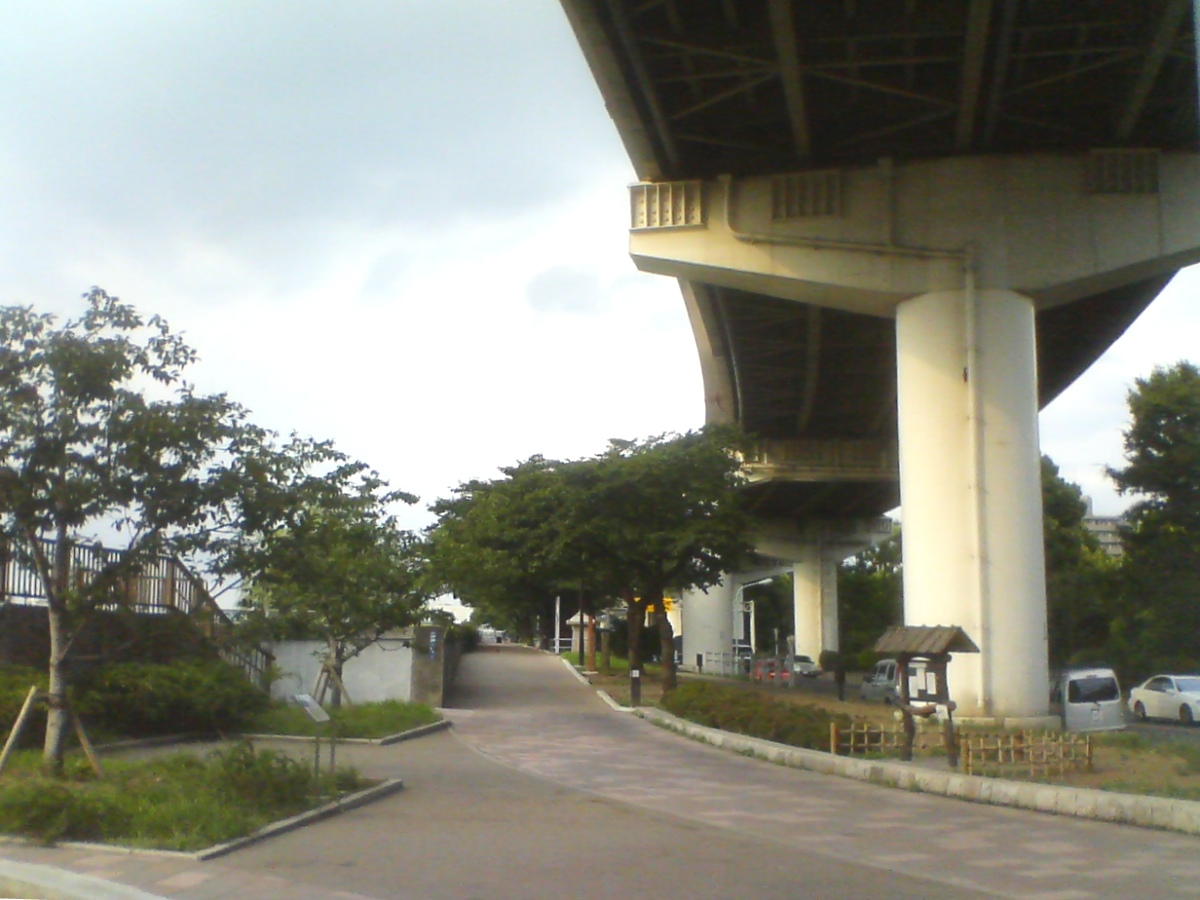
墨田區側（2008年8月）

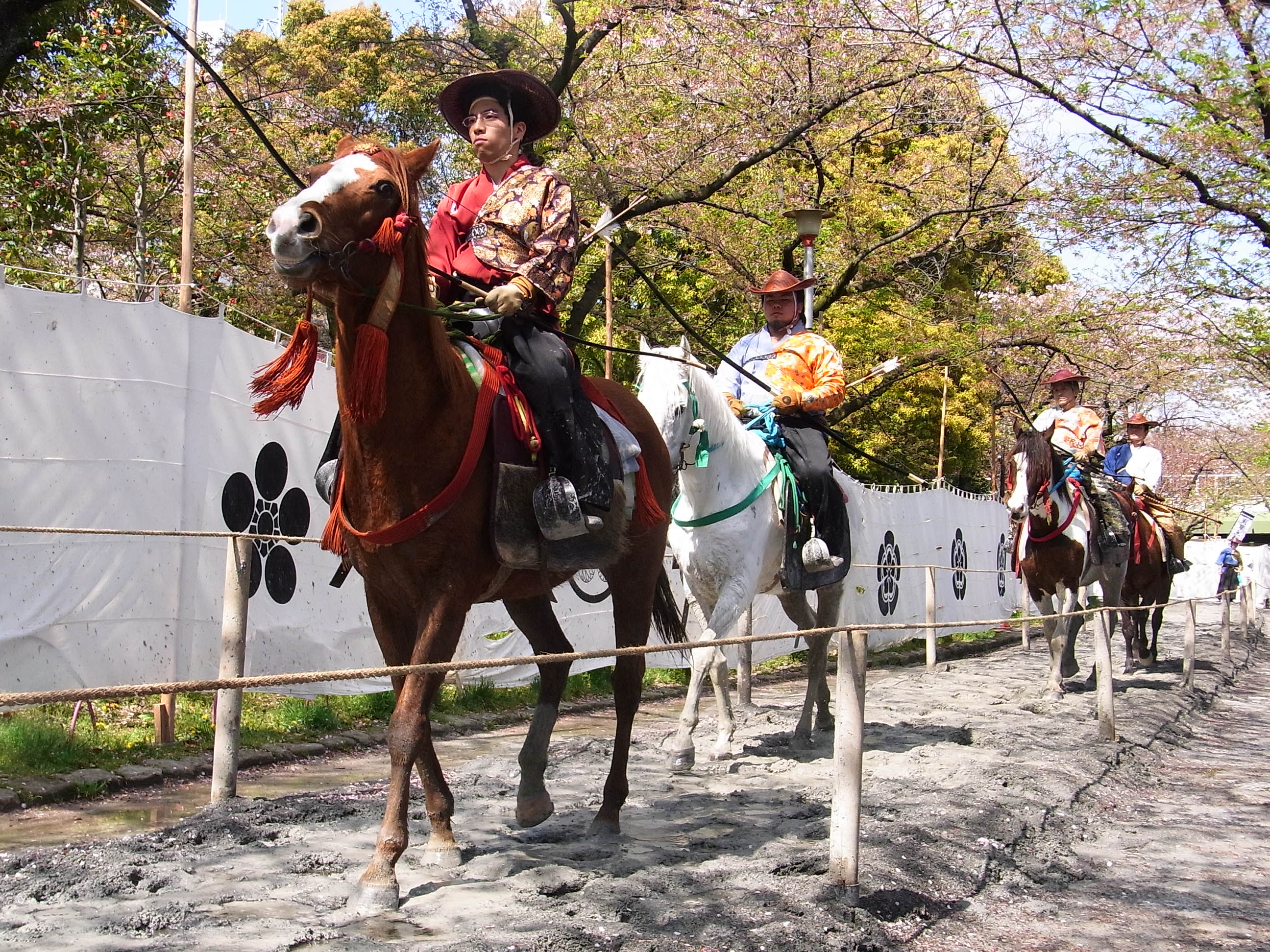
淺草流鏑馬（2010年4月20日）

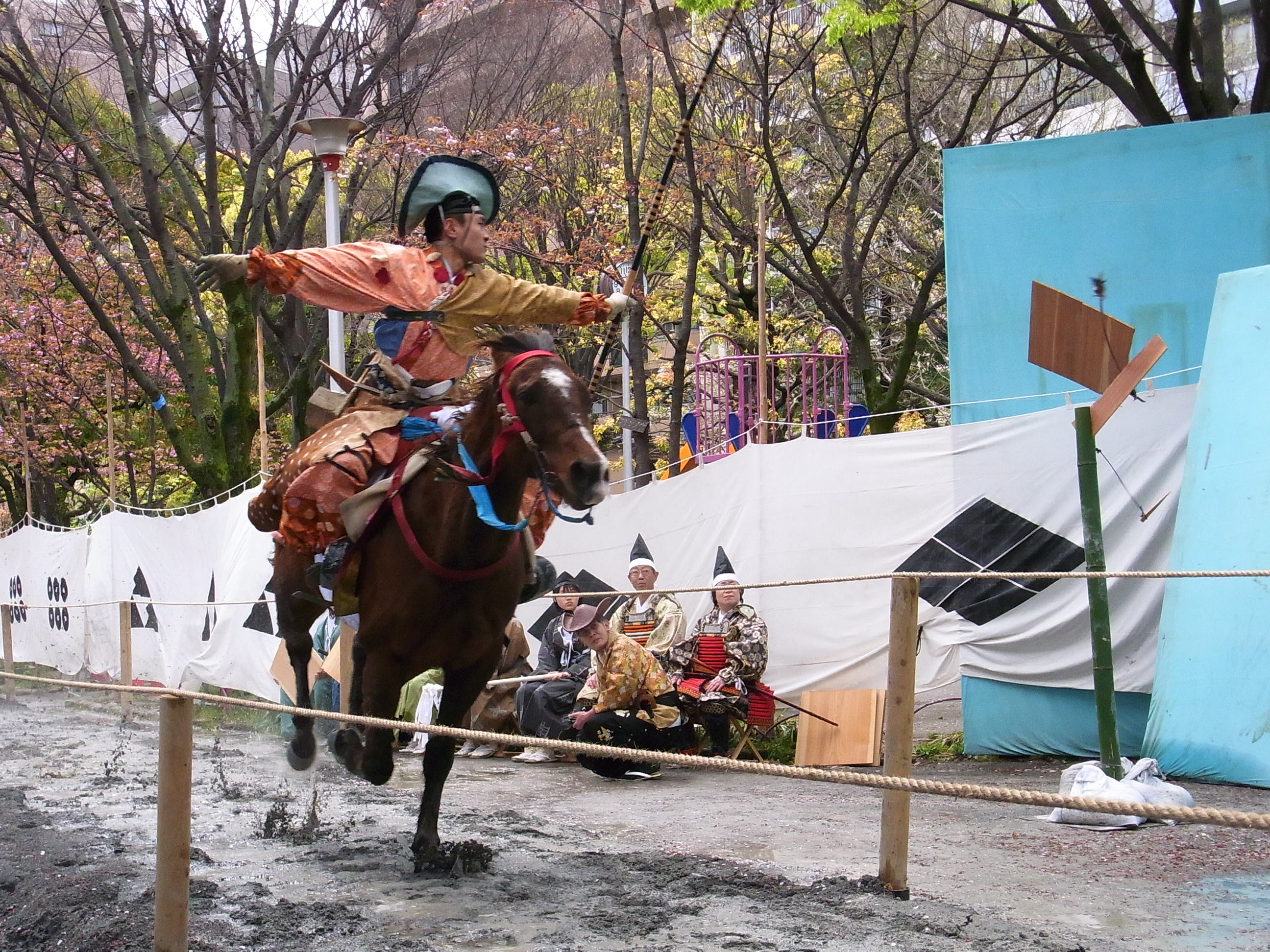
淺草流鏑馬（2010年4月20日）

隅田公園（日语：／）是東京都隅田川岸的公園，分為右岸的台東區淺草、花川戶、今戶（35°42′55″N 139°48′10.5″E / 35.71528°N 139.802917°E）與左岸的墨田區向島（35°42′45″N 139°48′15″E / 35.71250°N 139.80417°E）兩側。春季以滿開櫻花聞名，夏季則是隅田川花火大會會場。

## 概要
每年舉行櫻花季的隅田公園內約有約700多棵櫻花樹，是日本櫻名所100選之一。約1公里左右的隅田川兩岸櫻花木是在八代將軍德川吉宗安排下所種植。江戶時代起便是知名賞櫻景點。
台東區自2003年起進行「隅田公園花名所營造事業」。公園除種植彼岸花，2006年起招募「紫陽花股東」，整備紫陽花之路。此外，山谷堀廣場（35°43′1″N 139°48′15″E / 35.71694°N 139.80417°E）曾舉行平成中村座公演。

## 主要活動
梅花祭（2月）、櫻花季（3月）、流鏑馬（4月）、紫陽花之路（6月）、隅田川花火大會（7月）、燈籠流（8月）、跳蚤市場（每月不定期）

## 交通方式
- 淺草站（東京地下鐵銀座線、都營淺草線）
- 本所吾妻橋站（都營淺草線）

## 外部連結
- 墨田觀光網站 （页面存档备份，存于） - 一般社團法人 墨田區觀光協會